# Vice: Project Doom
Vice: Project Doom, Gun-Dec (яп. ガンデック) в Японии — видеоигра для игровой консоли Nintendo Entertainment System, схожая с играми Spy Hunter и Ninja Gaiden.

## Сюжет
Игра отличается большим для своего времени количеством кат-сцен, в которых раскрывается полноценный сюжет в жанрах аниме, нуар и биопанк.
В интро появляется антагонист, корыстный и жестокий глава корпорации, рассматривающий мир как неограниченный рынок. Подчиненный докладывает ему о побеге одного из «объектов».
Инспектору Харту поступает приказ остановить маньяка на дороге. Сразившись с технологичным тяжело вооруженным грузовиком, Харт обнаруживает за рулем не человека, а монстра. Его груз – неизвестное вещество. Харт просит своих помощниц Кристи и Софию выяснить его природу, и они сообщают, что вещество (вероятно, наркотик), ведет на мафиози и колдуна Кима Лонга (в других версиях перевода – Ким Рон). Харт отправляется на его поиски в Китай, и прорвавшись через мафию и монстров, побеждает Кима в бою. Кристи определяет, что на его одежде были частицы почвы из города Рикардо (вероятно, вымышленный) в Центральной Америке. Полученная информация приводит Харта на секретную исследовательскую базу в джунглях, где он сражается с неким летающим киборгом. Победив его, Харт узнает в нем своего бывшего друга, капитана Риза, которого считал погибшим. Он раскаивается в том, что его когда-то считали героем войны, ведь "на войне не бывает героев". Он пытается рассказать, что за зловещим проектом стоит человек с лицом самого Харта, но в этот момент получает пулю от неизвестного снайпера, однако успевает сказать, что напарницу Крис похитили. Герой преследует наемников на поезде, сражается с киборгами в канализации и на электростанции, наконец София сообщает, что Крис нужно искать в биолаборатории. Там он становится свидетелем экспериментов над людьми и животными и сражается с неким слизистым мутантом, но победив его, понимает, что это и есть Крис, она признается ему в любви и умирает на его руках, успев сообщить, что за всем стоит корпорация BEDA. Также Харт видит в колбах своих собственных клонов. Чтобы отомстить за подругу, Харт прорывается через засаду на дороге и проникает в штабквартиру, где за линиями охраны его ждет управляющий корпорацией, и он выглядит как постаревший Харт. Он объясняет, что считает всё человечество свиньями, а себя – тем, кто может дать им всё, чего они заслуживают, герой же является клоном злодея, а компания должна управляться династией таких клонов, сменяющих друг друга. От предложения перенять правление Харт отказывается. Между ними завязывается бой, и Харт побеждает директора сначала как человека, затем как монстра. Умирая, тот говорит, что судьбы избежать не удастся. Харт уходит, но в колбе оживает очередной клон.

## Игровой процесс
Игровой процесс разнообразен: различные уровни представляют собой совершенно разные игровые жанры. Два уровня являются скроллером, боевой авто-гонкой по городу с видом сверху, ещё два уровня являются подобием Operation Wolf, в них враги расстреливаются при помощи прицела от первого лица. Но большинство уровней являются классическим экшен-платформером, движение в основном слева направо.
Также особенностью игры является необычайно высокий уровень здоровья героя, из-за чего получение урона на обычных уровнях не является серьезным препятствием прохождению. Действительную опасность представляют ямы и боссы.
Герой вооружен холодным оружием (предположительно, катана), пистолетом, гранатой. Для пользования гранатами и пистолетом требуется собирать падающие с убитых противников боеприпасы. Внизу экрана располагается интерфейс с индикаторами оставшегося времени, боеприпасов, здоровья персонажа и босса. Времени дается в избытке.
Продвигаясь по уровням, игрок встречает разнообразных противников: монстров, созданных генной инженерией, машины, а также людей-наемников и ниндзя. Большая часть противников уничтожается одним ударом или выстрелом. Боссы имеют шкалу здоровья равную или превышающую таковую у героя, традиционно каждый имеет свою тактику. В финале игрок должен сразиться с двумя боссами подряд.

## Оценки
Allgame присвоила Vice: Project Doom общую оценку 2,5 звезды из возможных 5 звёзд. 